# SN 2008cj
SN 2008cj – supernowa typu Ia odkryta 10 maja 2008 roku w galaktyce A123150+1401. W momencie odkrycia miała maksymalną jasność 21,30m.